# Åsa Ekström
Åsa Alexandra Desiré Ekström, född 10 oktober 1983 i Asarums församling, är en svensk serieskapare och illustratör. Hon är en av förgrundsgestalterna inom "svensk manga" (manga-inspirerade serier från Sverige). Förutom egna serier som Sayonara September har hon bland annat tecknat till ungdomsboksserierna Stall Norrsken, Drakriddare och Maros resa.
Hon har vid flera tillfällen bott och verkat i Tokyo, och sedan 2015 har hennes japanska webbserie kommit i tryckt form både på japanska och kinesiska. 2014 belönades Ekström med det svenska Unghundenpriset.

## Biografi och karriär

### Bakgrund
Ekström föddes i Karlskrona 1983 och växte därefter upp i Täby. Hon började teckna i mangastil vid 13-14 års ålder
Hon tog 2005 examen vid Serieskolan i Malmö, och sammanlagt gick hon tre år på skolan. Hon var den första svenska serieskaparen som publicerade "svensk manga", det vill säga serier i samma stil som den mesta (kommersiell) serieproduktion från Japan. Hennes novellserie Tokyo by Night publicerades i den svenska mangatidningen Manga Mania och fick där stor uppmärksamhet.

### Serier och illustrerade böcker
Åsa Ekström har tecknat serien Kishako, sportreportern (med manus av Pidde Andersson) för tidningen Buster. Hennes serier har också bland annat synts i Sydsvenska Dagbladet och serieantologin Allt för konsten 6.
2005–08 tecknade hon bilderna i den illustrerade serie-/romansviten Stall Norrsken. Bokserien, som är illustrerade äventyrsböcker för ungdomar med insprängda seriesidor, producerades i sammanlagt sex volymer. Texten till historierna skrevs av Noomi Hebert och Lena Ollmark. I samma stil har hon producerat bilder till Kristoffer Leandoers "grafiska roman" Namnsdagsflickan.
Efter Stall Norrsken gjorde hon illustrationerna till bokserien Drakriddare (2009–10), författad av Jo Salmson. Ekström har även gjort illustrationer till ett antal av Inger Frimanssons ungdomsböcker.
Hennes första publicerade seriebok efter eget manus blev 2009 års Sayonara September. Den utspelar sig bland elever på en serieskola.

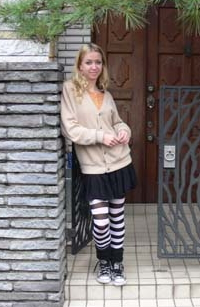
Åsa Ekström november 2006, vid den mangastudio i Tokyo där hon då verkade.

### Japan och utställningar
Ekström har vid flera tillfällen bott i Japan. 2006 verkade hon på en mangastudio i Tokyo.
2014 var hon ånyo bosatt i Japan. Under sin tid där publicerade hon webbserien Hokuō jyoshi ga mitsuketa Nihon no fushigi ('En skandinavisk tjejs märkliga upptäckter i Japan'), en yonkoma. Efter att serien bland annat blivit förstarankad på den stora japanska bloggcommunityn Ameba, nådde uppmärksamheten serieförlaget Media Factory (del av mediekoncernen Kadokawa) som mars 2015 gav ut mangan i bokform. Detta är sannolikt den första japanska bokpubliceringen av en svensk serieskapare i mangastil; kollegan Natalia Batista har dock tidigare tryckts i serietidningen Ribon.
Därefter har ytterligare fem bokvolymer i Hokuō-serien givits ut av hennes japanska förlag. Systerförlaget i Taiwan har även översatt de två första volymerna till kinesiska. De sex albumen har, i förkortad form, givits ut i tre volymer på svenska.

### Övrig verksamhet
2010 producerade Ekström mönsterserien 'kollektion Charlotta' för IKEA.
Åsa Ekström har även publicerat de egna fanzinen Stilikon och Beskyddaren.

### Utmärkelser
Åsa Ekström har under årens lopp synts på flera olika serieutställningar. Augusti/september 2006 presenterades hon på Seriegalleriet i Stockholm.
2014 mottog Åsa Ekström "Unghunden", Seriefrämjandets pris för barn- och ungdomsserier i Sverige.

## Seriebibliografi
Utgåvorna nedan är på svenska, om inget annat nämns.

### Böcker/album
- 2005 – Hästtjejen (Lantis, minialbum), Seriefrämjandet
- Stall Norrsken (blandning serie/roman med text av Noomi Hebert/Lena Ollmark), Bonnier Carlsen
  - 2005 – 1. Eldens gåva
  - 2006 – 2. Isens hemlighet
  - 2006 – 3. Vindens väg
  - 2007 – 4. Klippornas dans
  - 2007 – 5. Mörkrets längtan
  - 2008 – 6. Ljusets hunger
- Sayonara September, Kartago förlag
  - 2009 – Sayonara September
  - 2011 – Sayonara September, del 2
  - 2013 – Sayonara September, del 3
- Hokuō jyoshi Åsa ga mitsuketa Nihon no fushigi (japanska: 北欧女子オーサが見つけた日本の不思議; engelsk sidotitel: Nordic Girl Åsa Discovers the Mysteries of Japan), Media Factory/Kadokawa
  - 2015 – (del 1), ISBN 978-4-04-067423-0 (japanska)
    - 2015 – 北歐女孩日本生活好吃驚, Kadokawa Taiwan, ISBN 9789863667377 (kinesiska)

  - 2015 – (del 2), ISBN 978-4-04-067910-5 (japanska)
    - 2016 –  北歐女孩日本生活好吃驚 2, Kadokawa Taiwan, ISBN 9789863669616 (kinesiska)

  - 2017 – (del 3), ISBN 978-4-04-069185-5 (japanska)
  - 2018 – (del 4), ISBN 978-4-04-069716-1 (japanska)

### I bokantologier
- 2005 – Serie i Allt för konsten 6, Optimal Press

### I serietidningar
- 2004 – Tokyo by Night i Manga Mania
- 2005 – Kishako, sportreportern (text av Pidde Andersson) i Buster

### Fanzin
- Stilikon nr 1
- Stilikon nr 2
- Beskyddaren

## Illustrationer (urval)
- Drakriddare (text av Jo Salmson)
  - 2009 – 1. Tam, tiggarpojken
  - 2009 – 2. Tams svåra prov9789163877544
  - 2009 – 3. Jakten på Tam
  - 2009 – 4. Tam i drakarnas stad
  - 2010 – 5. Tam och drakupproret
  - 2010 – 6. Tam och nydraken
- Maros resa (text av Jo Salmson)
  - 2013 – 1. Kungen kommer
  - 2013 – 2. Skuggan och draken
  - 2014 – 3. Ett hjärta av is
  - 2014 – 4. I drottningens namn
- 2014 – De mystiska huggtänderna (text av Anders Jacobsson)